# امیرحسین احمدی

امیرحسین احمدی - فنلاند

'امیرحسین احمدی دوچرخه سواری اهل ایران است.

## سالهای نوجوانی و جوانی
در آبان ۱۳۴۹ در خانواده‌ای گیلانی اصل، در تهران به دنیا آمد. او به واسطهٔ شغل کارمندی پدرش، در شهرهای مختلف ایران زندگی کرده و دوران تحصیل را پشت سر گذارد. بیشترین مدت سکونت وی در شهرهای رشت و شیراز بوده‌است. پس از گرفتن دیپلم در رشته الکتروتکنیک، راهی خدمت دوران اجباری سربازی گردید و همان‌جا بود که با حسن علیزاده آشنا گشته و این دوستی پس از سربازی نیز ادامه یافته و سرآغاز سفرهای ماجراجویانه با دوچرخه به کشورهای گوناگون گردید.

## سفر به دور دنیا
امیرحسین احمدی و حسن علیزاده نخستین دوچرخه سواران ایرانی هستند که دور دنیا را با دوچرخه رکاب زده‌اند.

## شرح سفرها

امیرحسین احمدی و حسن علیزاده در سفر دور دنیا - فرانسه

- دوچرخه سواری به دور ایران با پیام حفظ محیط زیست
- صعود با دوچرخه به قله درفک در گیلان برای نخستین بار در کشور
- صعود با دوچرخه به قله سبلان در اردبیل
- نخستین سفر با دوچرخه به کشورهای ترکیه، سوریه و اردن و بازگشت به ایران در سال ۱۳۷۶
- سفر با دوچرخه به کشورهای ترکیه - سوریه - لبنان - سوریه - ترکیه و بلغارستان و بازگشت به ایران - سال ۱۳۷۷
- سفر با دوچرخه به اروپا و کشورهای ترکیه - بلغارستان - رومانی، مجارستان، اتریش، سوئیس، آلمان، فرانسه در سال ۱۳۷۸
- آغاز سفر به دور دنیا در پنج قاره از شهریور ۱۳۷۹ تا آذر ۱۳۸۳ که چهار سال و سه ماه به طول انجامید و بیش از شصت و چهار هزار کیلومتر با دوچرخه رکاب زده شد. کشورهای مسیر دور دنیا عبارتند از: پاکستان، هند، بنگلادش، مالزی، سنگاپور، اندونزی، ژاپن، کانادا، آمریکا، انگلیس، اسکاتلند، ایرلند شمالی، ولز، ایرلند جنوبی، نروژ، دانمارک، سوئد، فنلاند، استونی، استرالیا، نیوزیلند، شیلی، آرژانتین، اروگوئه، برزیل، آفریقای جنوبی -بوتسوانا، اسپانیا، پرتغال، آندورا، فرانسه، موناکو، هلند، بلژیک، لوکزامبورگ، آلمان، سوئیس، ایتالیا، یونان، ترکیه، گرجستان، جمهوری آذربایجان

## بازگشت به ایران
امیر حسین احمدی و حسن علیزاده در ۱۶ آذر ۱۳۸۳ از مرز جمهوری آذربایجان و آستارا، در میان استقبال کم‌نظیر مردمی، وارد ایران شدند. آنها که به عنوان نخستین ایرانیان دوچرخه سوار، دور دنیا را رکاب زده بودند، حکم قهرمان قهرمانان را از سوی فدراسیون دوچرخه سواری کشور دریافت نمودند.
فیلم مستند ۲۴ دقیقه‌ای از سفر به دور دنیای آنان، در پاییز سال ۱۳۸۵ در جشنواره معتبر فیلمهای ورزشی میلان ایتالیا برندهٔ دیپلم افتخار گردید.

## رخدادهای بعد از انتخابات ریاست جمهوری ایران و حمایت از جنبش سبز
امیرحسین احمدی و حسن علیزاده، پس از سفر دور دنیا در ایران ساکن شدند اما همچنان به فعالیتهای ورزشی خود ادامه می‌دادند و تصمیم گرفتند با دوچرخه دور سرزمینهای شمالی و آلاسکا را رکاب بزنند و ویزای سفر به آلاسکا را نیز در زمستان سال ۸۷ از آمریکا دریافت نمودند. تا اینکه رخدادهای بعد از انتخابات ریاست جمهوری ایران در خرداد ۱۳۸۸ پیش آمد و این دو که در امر انتخابات شرکت فعالی داشتند، به همراه اکثریت مردم ایران، به اعتراض مدنی پرداختند که با سرکوب روبرو شده و تعدادی از مردم به دست نیروهای دولتی کشته شدند. همین امر سبب گردید تا آنها قید سفر به آلاسکا را زده و در حمایت از جنبش سبز مردم ایران و برای همدردی با خانواده‌های جانباختگان و زندانیان سیاسی، به رکابزنی بپردازند.

## نگارخانه

استقبال از امیرحسین احمدی و حسن علیزاده پس از بازگشت به ایران - اردبیل
امیرحسین احمدی و حسن علیزاده در نیویورک